# Berne (Indiana)
Berne é uma cidade localizada no estado americano de Indiana, no Condado de Adams.

## Demografia
Segundo o censo americano de 2000, a sua população era de 4150 habitantes. 
Em 2006, foi estimada uma população de 4114, um decréscimo de 36 (-0.9%).

## Geografia
De acordo com o United States Census Bureau tem uma área de 
4,7 km², dos quais 4,7 km² cobertos por terra e 0,0 km² cobertos por água. Berne localiza-se a aproximadamente 257 m acima do nível do mar.

## Localidades na vizinhança
O diagrama seguinte representa as localidades num raio de 20 km ao redor de Berne. 

## Personalidades
- Richard Schrock (1945), Prémio Nobel da Química de 2005